# Grube Gelbe Lilie
Die Grube Gelbe Lilie, ab etwa 1790 Neue Gelbe Lilie, war ein Silber- und Kupferbergwerk im Oberharzer Gangerzrevier. Sie lag nördlich der Straße von Oker nach Clausthal-Zellerfeld (L 517) in der Gemarkung Oberschulenberg (Berg- und Universitätsstadt Clausthal-Zellerfeld).
Die Grube Gelbe Lilie war die förderstärkste der vier Oberschulenberger Bergwerke und wurde mit ihren ausgedehnten Halden insbesondere bei Mineraliensammlern durch teilweise sehr seltene Funde bekannt.

## Geologie
Die Grube Gelbe Lilie baute auf den Bockswieser Gangzug (früher auch Bockswiese-Festenburg-Schulenberger Gangzug genannt), einer hydrothermalen Gangstruktur im nordwestlichen Oberharz. Der Gangzug war im Bereich Oberschulenberg über eine streichende Länge von etwa 600 m und bis in eine Teufe von 250 m bauwürdig mit sulfidischen, silberhaltigen Blei- und Kupfermineralien vererzt. Das Erzmittel lag in einer Aufblätterungszone und wurde durch den Schulenberger Hauptgang im Hangenden und den Neuen Gang im Liegenden gebildet. Nach einer rund 1000 m langen Vertaubungszone im Osten schließt sich eine weitere Erzführung in Mittelschulenberg an (→ Grube Juliane Sophia).
Durch Witterungseinflüsse auf die an der Oberfläche anstehenden Erze und deren Gangarten entstanden rund 40 verschiedene Sekundärmineralien, manche von ihnen sind allerdings mit bloßem Auge kaum zu erkennen (sogenannte Micromounts).

## Geschichte und Technik

### Vorgängerbergbau
Wahrscheinlich ging bereits im Mittelalter Bergbau im Tagebau auf dem Ausbiss des Schulenberger Hauptganges in der Nähe der späteren St. Urbaner Schächte um. Im Zeitraum von 1532 bis 1592 bestand mit den Gruben St. Anna am Schulenberge und Unvergängliche Gabe Gottes und Reiche Gesellschaft am Schulenberge bereits gewinnbringender Bergbau in Oberschulenberg, der zunächst noch von privaten Pächtern betrieben wurde. Um das Jahr 1600 kam dieser frühe Erzabbau wieder zum Erliegen. Es waren die meisten Erzvorräte bis zur wenig tiefer liegenden Talsohle abgebaut, ein tiefer Stollen zur Wasserlösung hätte allein mit Schlägel und Eisen von weit her durch das feste Gestein vorgetrieben werden müssen.
Am 20. Mai 1669 wurde erstmals ein Grubenfeld unter dem Namen Zeche St. Johannes über Kaiser Heinrich am Schulenberge in einer Längenerstreckung von 188 Metern im Bereich der späteren Grube Gelbe Lilie verliehen. Bereits 1671 erfolgte eine Neuverleihung.

### Betrieb der Grube Gelbe Lilie von 1671 bis 1769
In den Jahren von 1673 bis 1676 wurde die Grube Gelbe Lilie durch Pächter unregelmäßig betrieben und Kupferkies im Tagebau gewonnen. Danach kam die Förderung zunächst wieder zum Erliegen.
Ab 1690 erfolgte eine Neuordnung des Bergbaus in Oberschulenburg in Längenfeldern zwischen 161 m und 323 m streichender Erstreckung. Die Gruben wurden vom braunschweigisch-wolfenbüttelschen Staat (Communion-Oberharz) selbst bewirtschaftet. Das Grubenfeld Gelbe Lilie wurde in diesem Zusammenhang am 18. Juli 1691 nochmals verliehen.
Zu einem geordneten Abbau im kleinen Umfang kam es erstmals im Zeitraum 1694 bis 1699, in dem maximal 20 Bergleute rund 14 Tonnen Erz in der Woche gewannen. Ab 1699 wurde der Schacht bis auf eine Teufe von 50 Metern abgeteuft. Von 1700 bis 1707 wurden schwankende Mengen von 10 bis 25 Tonnen/Woche gefördert, es musste 1702 bis 1707 sogar Zubuße gezahlt werden. Nachdem in der Teufe bessere Erze aufgeschlossen wurden, stieg die Förderung zwischen 1707 und 1720 auf 55 Tonnen, ab 1720 sogar auf 65 Tonnen in der Woche an. Der Schacht wurde von 85 Meter (1708) auf 125 Meter (1716) vertieft. Im Zeitraum 1718 bis 1737 konnten durchschnittlich 10 Taler Ausbeute je Kuxe und Bergquartal gezahlt werden, von 1722 bis 1729 waren es sogar maximal 22 Taler. Dabei betrug 1728 und 1729 die größte je erreichte Fördermenge 85 Tonnen in der Woche und die Belegschaft war 74 Mann stark. Der Schacht stand 1729 bei 185 Metern unter Tage.
Ab 1729 ging die Abbaumenge rapide zurück, so waren es bis 1731 noch 28 Tonnen und danach bis 1741 teilweise nur noch 18 Tonnen in der Woche. Die Gründe lagen in einem langjährigen Raubbau. Erschwerend kam hinzu, dass der Silbergehalt der Erze zur Teufe hin abgenommen hatte. Nach 1741 galt die Grube als ausgeerzt, es wurden nur noch ein Nachlesebergbau und Sucharbeiten durchgeführt, dazu der Schacht nochmals bis auf 270 Meter vertieft. Dieses führte zu einer Zubußezahlung von 1740 bis 1784. Ab 1769 lag die Grube Gelbe Lilie zunächst still.

### Weiterbetrieb als Neue Gelbe Lilie von 1790 bis 1817
Um 1790 wurde der Betrieb wieder aufgenommen. Hierzu teufte man einen neuen Schacht bis zum Tiefen Schulenberger Stollen ab, dem Hauptwasserlösungsstollen des Reviers. Die nunmehr als Neue Gelbe Lilie bezeichnete Grube übernahm Teile der Felder der Nachbargruben Glücksrad und Gnade Gottes. Die Förderung aus den Nachlesebauen betrug bis 1802 etwa 10 Tonnen wöchentlich. Die Baue unterhalb der Tiefen Schulenberger-Stollensohle wurden nicht wieder gesümpft, diese Grubenteile waren nach Aufgabe der Wasserhaltung ersoffen. Das Bergwerk verfügte über fünf Tagesschächte und einen Blindschacht.
Von 1803 bis 1807 ruhte der Bergbau erneut. Ab 1808 begann eine letzte Abbauperiode in den oberen Grubenbauen, anfänglich in einem Umfang von 10 Tonnen, zuletzt nur noch mit 2 Tonnen pro Woche, die von lediglich drei Bergleuten erbracht wurden. 1817 erfolgte die endgültige Betriebseinstellung.

### Übersicht der Schächte, Stollen und Tagesöffnungen
Nicht aufgezählt sind hier die ab 1790 übernommenen Schächte der Gruben Glücksrad und Gnade Gottes.
| Name                         | Größte Teufe | Länge   | Beginn   | Ende | Geographische Lage           | Anmerkungen                                          |
| ---------------------------- | ------------ | ------- | -------- | ---- | ---------------------------- | ---------------------------------------------------- |
| Oberer Stollen               |              |         |          | 1817 | 51° 49′ 51″ N, 10° 24′ 17″ O |                                                      |
| Schacht Alte Gelbe Lilie     | 250 m        |         | 1669     | 1817 | 51° 49′ 51″ N, 10° 24′ 14″ O |                                                      |
| Schacht Neue Gelbe Lilie     | 80 m         |         | vor 1790 | 1817 | 51° 49′ 52″ N, 10° 24′ 13″ O |                                                      |
| Tiefer Schulenberger Stollen |              | 2.900 m |          |      | 51° 49′ 33″ N, 10° 25′ 25″ O | Wasserlösungsstollen, Bauzeit: Vor 1600 und ab 1710. |

## Heutiger Zustand (2011)

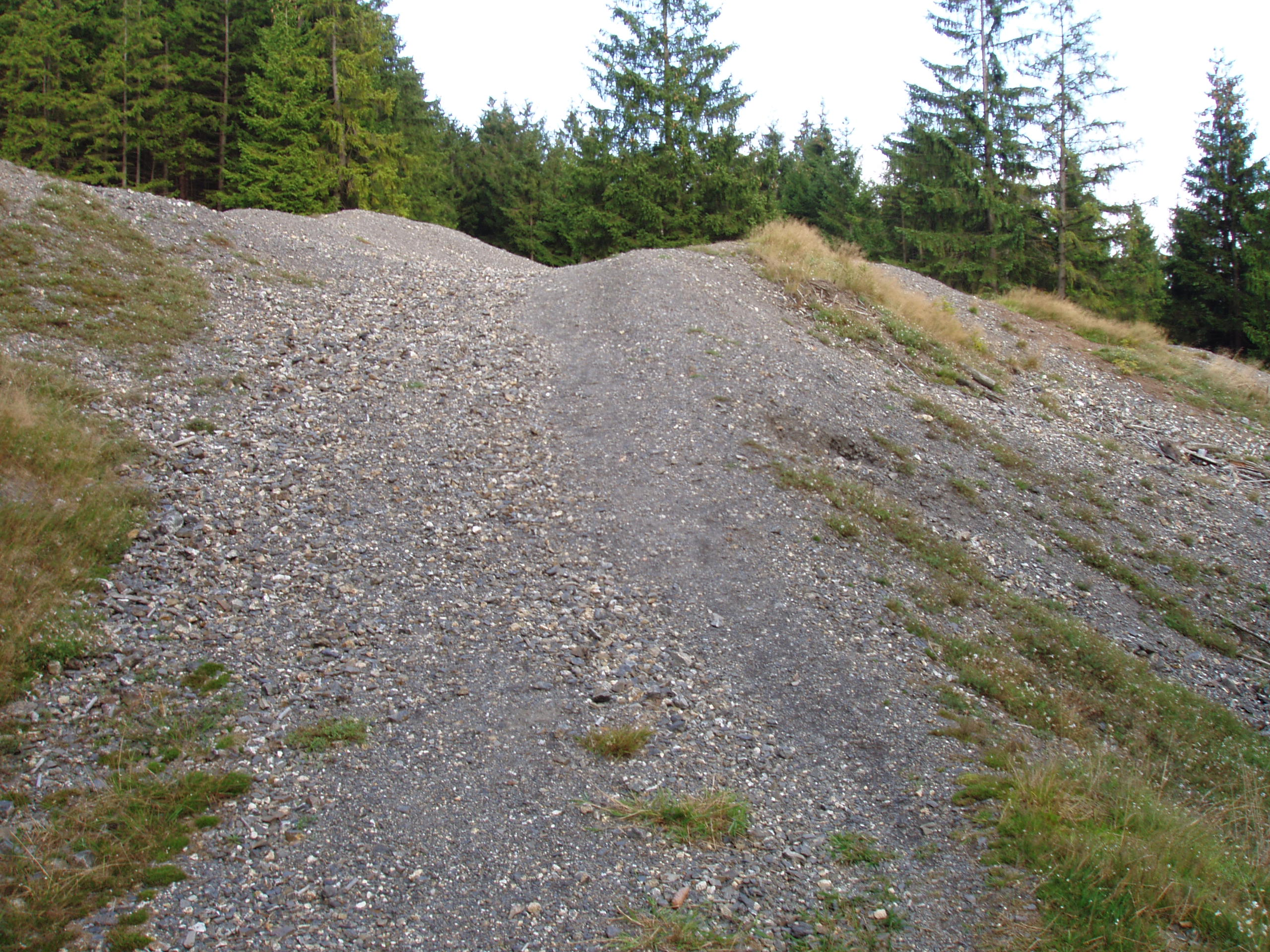
Haldengelände bei den Glücksrader Schächten

Das Oberschulenberger Bergbaugebiet ist heute noch gut im Gelände erkennbar. Oberhalb des Tales, teilweise von der Straße einsehbar, liegt ein ausgedehntes Haldengelände zwischen dem ehemaligen Glücksrader und dem Gnade Gotteser Schacht. Die Halden wurden früher stark von Mineraliensammlern besucht. Sie stellen heute ein geschütztes Bodendenkmal dar und dürfen daher nicht umgegraben werden.
Nördlich der Halden sind Bergbauspuren in Form einer langgezogenen, grabenartigen Pinge erkennbar.
Die ehemalige Berechtsame der Grube Gelbe Lilie wird heute noch durch zwei doppelt beschriftete Lochsteine gekennzeichnet, die sich das Bergwerk mit der Grube Glücksrad im Westen und der Grube Gnade Gottes im Osten teilte.
Das Oberschulenberger Zechenhaus diente den Bergleuten als Sozial- und Verwaltungsgebäude und steht unweit des Oberschulenberger Wanderparkplatzes in der Nähe der Straße nach Zellerfeld. Es wurde ab 1733 an Stelle eines älteren durch eine Überschwemmung zerstörten Gebäudes errichtet (wahrscheinlich durch den Dammbruch des Unteren Schalker Teiches am 26. Dezember 1733).